# 美国总统选举亚拉巴马州选情
亚拉巴马州自1819年加入联邦以来，除1864年的总统选举没有参加外，该州几乎经历了所有的总统选举，每次选举都有三张选举人票。该州是一个保守的深南部州，从加入联邦以来到1960年的民权运动时，几乎都由民主党主导。但从1980年代开始，该州逐渐被共和党主导。
值得注意的是，亚拉巴马州总是与其临近的密西西比州几乎常常支持同一位总统候选人。除了1840年的总统选举与1868年的总统选举之外，1840年的选举中密西西比州投给了辉格党的威廉·亨利·哈里森，而亚拉巴马州投给了民主党的马丁·范布伦。Template:NoteTAG